# 晋商博物院
晋商博物院，位于山西省太原市杏花岭区府东街101号，是一座展示晋商历史与文化的博物馆，总占地面积约10万平方米，建筑面积约3万平方米，展览面积约1.8万平方米。
晋商博物院所在的督军府旧址原为山西省人民政府所在地。2017年9月，政府撤牌迁址，这里改造为晋商博物院，并于2020年12月28日正式开放参观。